# Berberis microphylla

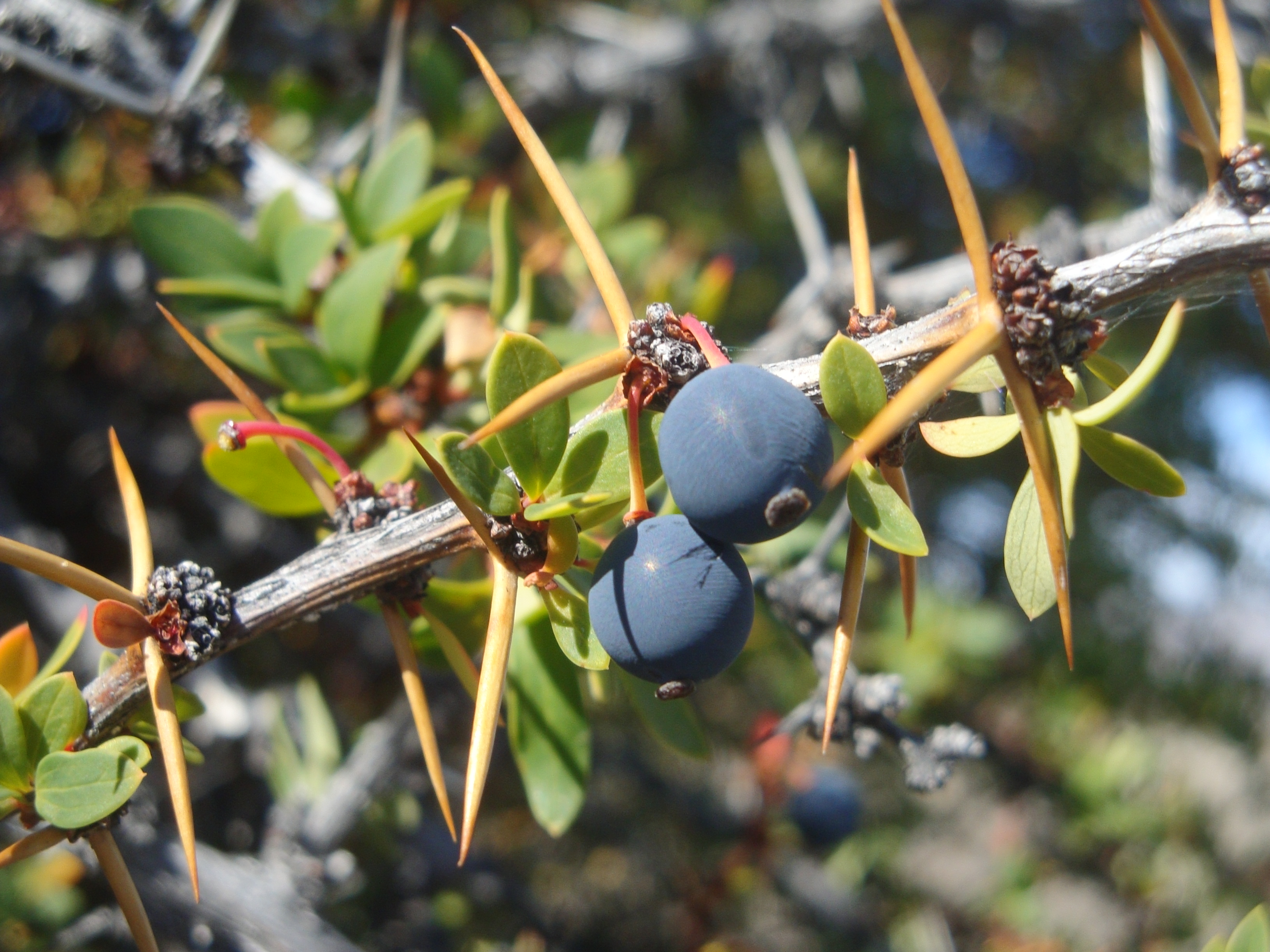
Fruto de Berberis microphylla.

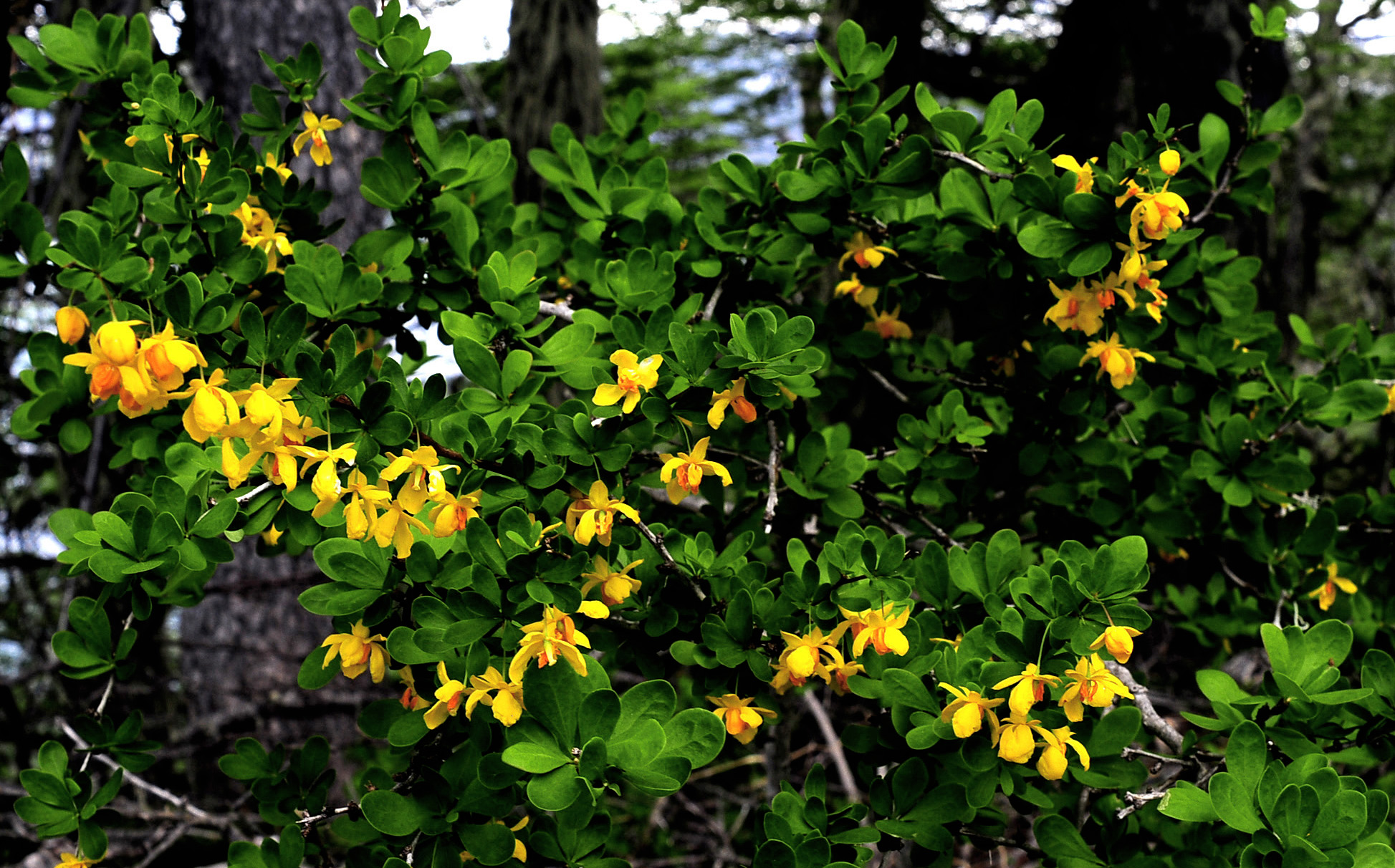
Flores.

Berberis microphylla (sin. Berberis buxifolia, sin. Berberis heterophylla) es un arbusto espinoso perenne endémico de la Patagonia argentina y chilena, y zonas colindantes del sur de Chile. Es una especie botánica de arbusto perenne, de la familia de las Berberidaceae y tiene uso como planta ornamental. Se conococe como calafate. Es fácilmente confundible con el Michay (Berberis darwini).
Este arbusto se caracteriza por sus frutos comestibles, siendo considerado un símbolo de la Patagonia, en especial de las ciudades de El Calafate y Ushuaia en Argentina y Punta Arenas en Chile. En esta última se la considera como símbolo de la zona y en su himno se dice que: "...el que come calafate ha de volver."

## Distribución
Se distribuye muy abundantemente en el sur de la Patagonia argentina y en la Patagonia chilena (en las regiones de Aysén, Magallanes de Chile). En este último país también se encuentra en menor medida en sectores rurales de la región de Los Lagos y Costeros en La Araucanía donde le llaman coloquialmente "michay", aunque este término se utiliza indistintamente para referirse igualmente a otras variedades de Berberis.

## Descripción
Es un arbusto de aproximadamente 1,5 m de altura, con el tronco muy ramificado desde la base. Sus hojas están compuestas por tres foliolos pequeños aovados y en su base tienen tres estípulas modificadas en espinas trifidas (dos laterales y una central más larga) de unos 2 cm de largo. Sus flores son pentámeras, simples, colgantes con peciolos largos, de color amarillo, hermafroditas, florece de octubre a enero.
Su fruto, llamado también michay o calafate, es una baya de color azul negruzco, de 1 cm de diámetro con 6 semillas angulosas, que se recolecta en el verano para consumirlo fresco, elaborar mermeladas, jaleas, siropes y licores. Una versión del mito selknam y tehuelche de Calafate cuenta que quien saborea un fruto de esta planta siempre vuelve a la Patagonia.

## Usos
Berberis microphylla comercialmente destaca por sus frutos silvestres, con usos principalmente en la repostería. 
Sus frutos son comestibles, tanto naturales como elaborados en forma de dulces o jarabes. Por fermentación se puede preparar "vino de calafate". 
En medicina tradicional, también es utilizado como remedio casero para bajar la fiebre. 
En su corteza amarilla están presentes muchos coloides tales como berberina, oxiacatina berbamina. Es utilizada como planta tintórea, siendo su madera usada para hacer tintura roja.
También es cultivado como planta ornamental, y es apreciado como bonsái. El cultivar 'Nana' es un arbusto de jardín, y por sus espinas es bueno para setos anti-intrusos, pero no fructifica como la variedad silvestre. 
Su corteza fue utilizada por los Tehuelches para fabricar los astiles de las punta de flecha.
Tiene importancia como forrajera, sus brotes verdes, flores y frutos.

### Usos medicinales
Es antibacterial y contra ciertos cánceres. Posee "berberina", universalmente presente en los rizomas del género Berberis, con marcado efecto antibacterial y poderoso efecto antioxidante, 10 veces mayor al arándano. Se lo usa oralmente en tratar varias infecciones entéricas, especialmente disentería bacteriana. La berberina muestra actividad antitumoral.

## Taxonomía
Berberis microphylla fue descrita por Georg Forster y publicado en Commentationes Societatis Regiae Scientiarum Gottingensis 9: 29. 1787.

## Etimología
Berberis: nombre genérico que es la forma latinizada del nombre árabe de la fruta.
microphylla: epíteto latino que significa "con hojas pequeñas".

## Sinonimia
- Berberis antucoana C.K.Schneid.
- Berberis barilochensis Job
- Berberis buxifolia Lam.
- Berberis buxifolia var. antarctica C.K. Schneid.
- Berberis buxifolia var. gracilior Albov
- Berberis buxifolia var. microphylla (G.Forst.) Speg.
- Berberis buxifolia var. nuda C.K. Schneid.
- Berberis buxifolia var. papillosa C.K. Schneid.
- Berberis buxifolia var. spinosissima Reiche
- Berberis cuneata DC.
- Berberis dulcis Sweet
- Berberis heterophylla Juss. ex Poir. 1808
- Berberis heterophylla var. pluriflora Reiche
- Berberis inermis Pers.
- Berberis marginata Gay
- Berberis michay Job
- Berberis parodii Job
- Berberis cristata (Lam.) Lavallée
- Berberis magellanica Dippel
- Berberis microphylla var. gracilior (Albov) De Wild.
- Berberis minor J.R.Forst. ex DC.
- Berberis morenonis Kuntze
- Berberis rotundifolia Lindl.
- Berberis spinosa Comm. ex Decne.
- Berberis spinosissima (Reiche) Ahrendt
- Berberis tricuspidata Sm. ex DC.[6]